# Krste Crvenkovski

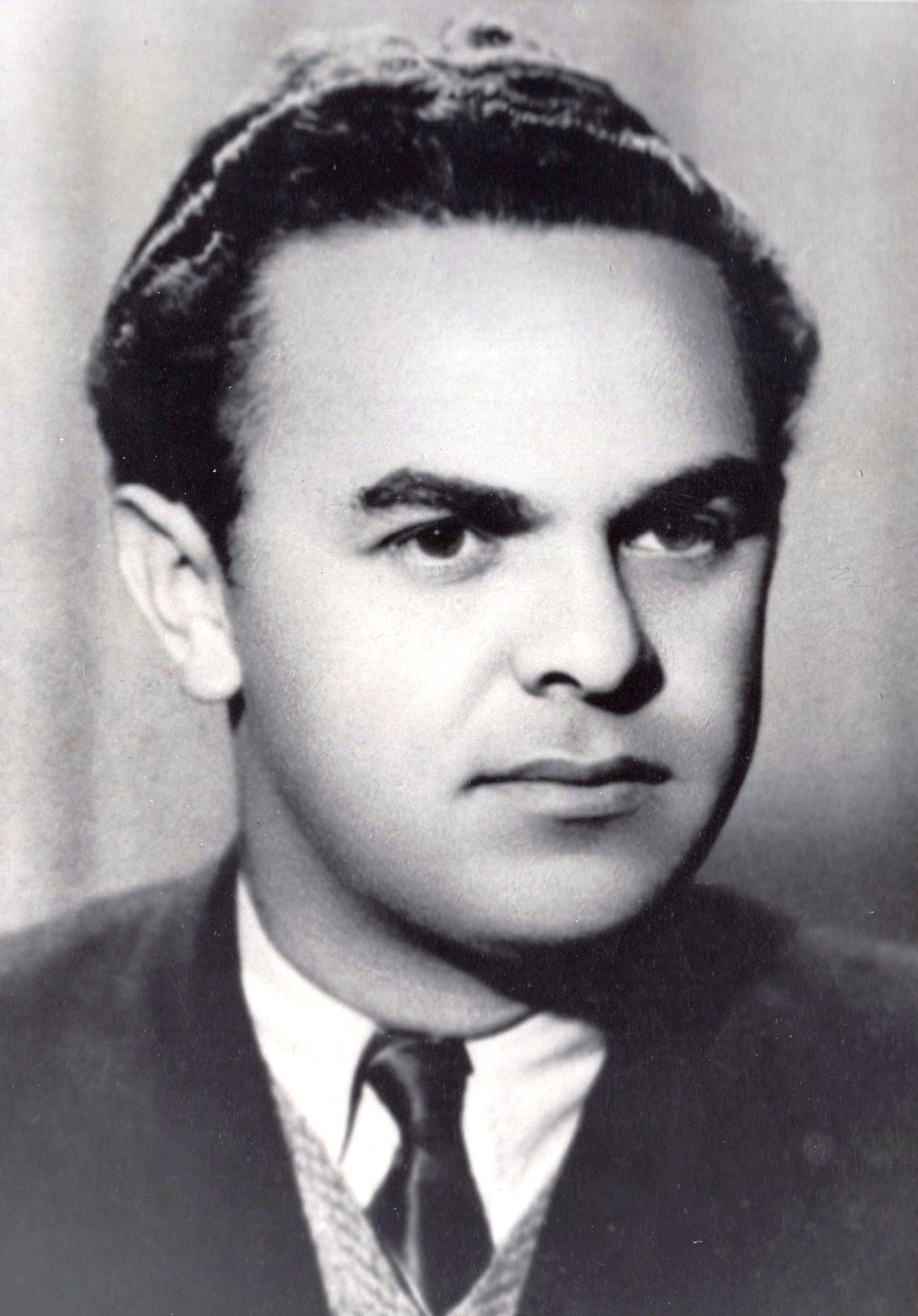
Krste Crvenkovski

Krste Crvenkovski (mazedonisch Крсте Црвенковски; * 1921 in Prilep, Königreich Jugoslawien, heute: Nordmazedonien; † 21. Juli 2001 in Skopje) war ein Politiker des Bundes der Kommunisten Jugoslawiens (BdKJ) in der Sozialistischen Föderativen Republik Jugoslawien (SFRJ), der unter anderem zwischen 1963 und 1969 Sekretär des Zentralkomitees (ZK) des Bundes der Kommunisten Mazedoniens (MKP) war.

## Leben
Krste Crvenkovski wurde 1935 Mitglied der Union der Kommunistischen Jugend Jugoslawiens und 1939 der Kommunistischen Partei Jugoslawiens (KPJ). Er schrieb sich für ein Studium an der Philosophischen Fakultät der Zar Boris III. Universität in Skopje ein, brach jedoch aufgrund polizeilicher Verfolgung sein Studium ab und lebte fortan in der Illegalität. Nach der Niederlage Jugoslawiens im Balkanfeldzug April 1941 und die nachfolgende Besetzung Jugoslawien durch die Wehrmacht, siedelte er in die bulgarische Hauptstadt Sofia über. In Sofia, wo er bei Danail Kraptschew, einem Verwandten von ihm wohnte, schrieb er sich an der Universität Sofia für das Fach Philosophie ein, brach das Studium aber erneut ab.
1941 zog er in dem von Italien okkupierten Gebiet Jugoslawiens, schloss sich den Tito-Partisanen an und nahm während des Zweiten Weltkrieges als Angehöriger des Prilep-Partisanentrupps „Goce Delčev“ am Partisanenkrieg teil. Er war ferner Mitarbeiter der 1942 gegründeten Tageszeitung Bratstvo („Bruderschaft“), die in den slawischen Mundarten aus Makedonien erschien, noch bevor es eine standardisierte mazedonische Sprache gab. Im September 1942 wurde er in Gostivar, damals Teil des italienischen Protektorats Großalbanien, verhaftet und in Tirana inhaftiert. Nach seiner Flucht blieb er in Albanien und wurde im April 1943 Sekretär des Regionalkomitees der MKP für diese Region. Im Dezember des gleichen Jahres war er unter den Gründer der Volksbefreiungsjugendunion Mazedoniens (maz. Народноослободителен младински сојуз на Македонија).
Nach dem Ende des Zweiten Weltkrieges, übte Crvenkovski mehrere Führungsfunktionen in der Sozialistischen Jugoslawischen Teilrepublik Mazedonien aus. Im Januar 1948 wurde er zum Mitglied des Politbüros des ZK des Bundes der Kommunisten Mazedoniens gewählt und übernahm in der dritten Regierung von Ministerpräsident Lazar Koliševski (31. Dezember 1946 bis 6. Januar 1951) im Januar 1949 zunächst das Amt als Minister für Hochschulbildung sowie im Oktober 1949 als Minister für Wissenschaft und Kultur, welches er bis zum 6. Januar 1951 innehatte. In der vierten Regierung Koliševski (6. Januar 1951 bis 3. Februar 1953) fungierte er als Minister für Bildung, Wissenschaft und Kultur und wurde daraufhin am 3. Februar 1953 Mitglied des Exekutivrates der Volksversammlung der SR Mazedonien, also der nunmehrigen Republiksregierung, unter dem Vorsitz von Koliševski. Nachdem Ljupčo Arsov am 19. Dezember 1953 als Nachfolger von Koliševski Vorsitzender des Exekutivrates der Volksversammlung wurde, übernahm Crvenkovski den Posten als stellvertretender Vorsitzender des Exekutivrates und hatte dieses bis zum 15. April 1958 inne. 1951 wurde er zudem zum Organisationssekretär des ZK des BdK Mazedoniens gewählt. 1958 wurde er Minister für Bildung und Kultur der Bundesregierung.

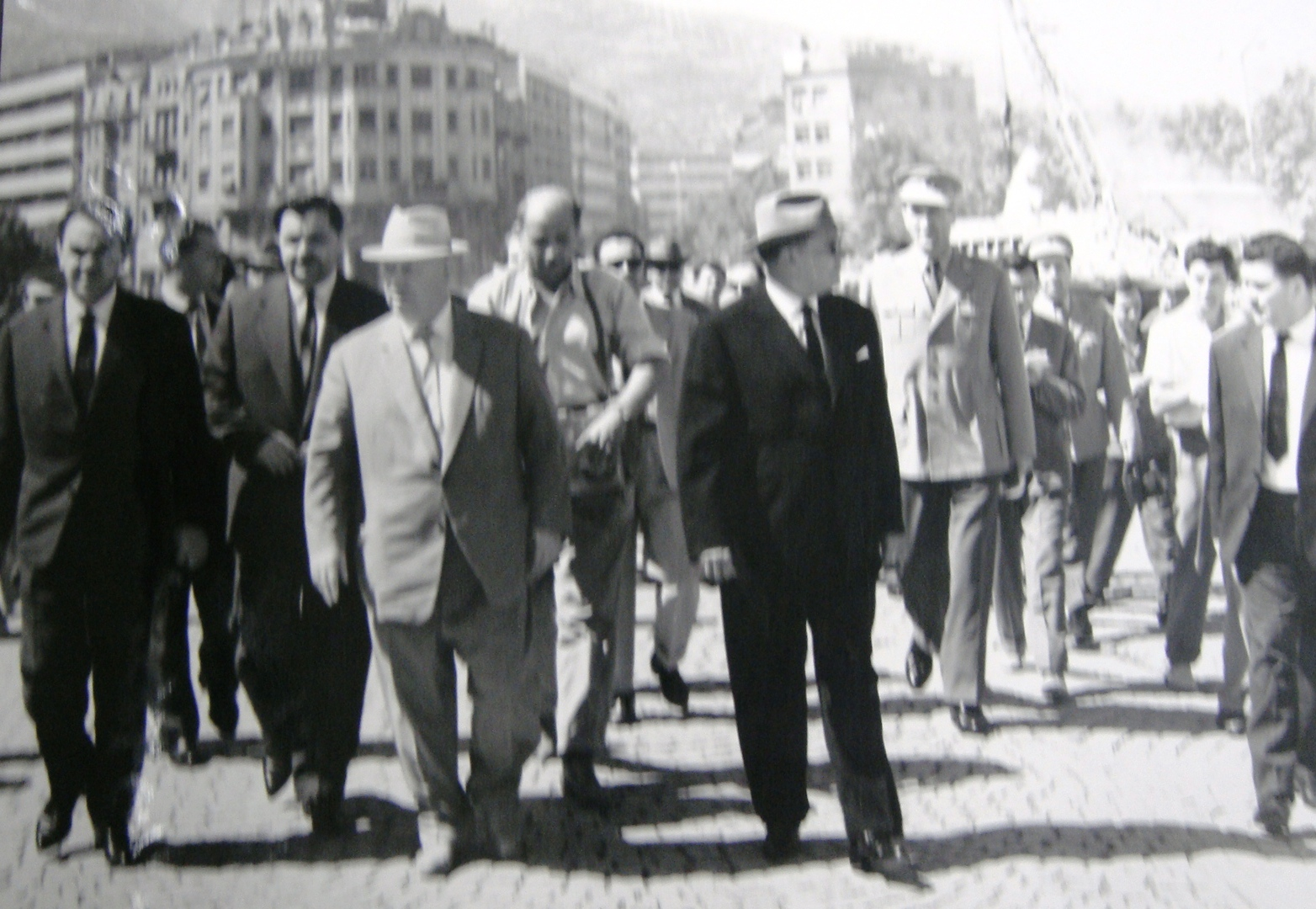
Krste Crvenkovski, Nikita Chruschtschow und Josip Broz Tito betrachten die Ruinen des Erdbebens von 1963 auf dem „Marschall-Tito“-Platz im Zentrum von Skopje.

Als Nachfolger des als „Hardliner“ geltenden Lazar Koliševski übernahm der „liberale“ Crvenkovski im Juli 1963 die Funktion als Sekretär des Zentralkomitees (ZK) des Bundes der Kommunisten Mazedoniens und war damit bis zu seiner Ablösung durch Angel Čemerski im März 1969 Chef der Kommunistischen Partei in der SR Mazedonien. Auf dem VIII. Parteikongress (Dezember 1964) wurde er zudem erstmals Mitglied des Exekutivkomitees des Bundes der Kommunisten Jugoslawiens (BdKJ) und gehörte diesem Führungsgremium der Partei nach seinen Bestätigungen auf dem Plenum des ZK (4. Oktober 1966) sowie auf dem IX. Parteikongress (11. bis 16. März 1969) bis April 1972 an.
Am 1. Juli 1966 wurde Aleksandar Ranković, Vizepräsident von Josip Broz Tito und Chef der Staatssicherheitsdirektion KOS (Kontraobaveštajna služba), seines Amtes enthoben. Crvenkovski leitet die Untersuchungskommission, die den Fall verhandelte. Der Kommission gehörten neben ihm Blažo Jovanović, Đuro Pucar, Dobrivoje Radosavljević, Miko Tripalo und France Popit an. Die Kommission arbeitete im Geheimen und war dafür verantwortlich, innerhalb von sechs Tagen einen vollständigen Bericht zu erstellen. Obwohl sie nicht Mitglieder der Kommission waren, waren die Verantwortlichen hinter dieser Kommission Edvard Kardelj, Vladimir Bakarić und Petar Stambolić. Sie gehörten letztlich zu den Hauptnutznießern der Absetzung Rankovićs.
Dies leitete eine Periode der Liberalisierung und politischen Dezentralisierung in Jugoslawien ein. Ranković galt als der wichtigste Vertreter der „zentralistischen“ Tendenzen innerhalb der jugoslawischen Führung und Förderer des „pro-serbischen“ Koliševski. Auf dem IX. Parteikongress wurde er im März 1969 auch zum Mitglied des Exekutivbüros des ZK gewählt und gehörte diesem Gremium bis zum 27. Januar 1972 an. Die von ihm in Mazedonien vertretene liberale Linie übte durch die Kappung staatlicher Subventionen Druck auf ineffiziente Betriebe aus. Doch dieser Versuch stieß in den 1970er Jahren auf bürokratischen Widerstand. Wie andere südliche Republiken blieb Mazedonien weiterhin hinter Spitzenreitern wie die Sozialistische Republik Kroatien und die Sozialistische Republik Slowenien zurück. Die Wachstumsziele der Fünfjahrespläne wurden in den 1960er Jahren nicht erreicht.
Am 29. Juni 1971 wurde Krste Crvenkovski einer der Vertreter der Sozialistischen Republik Mazedonien im Präsidium der Sozialistischen Föderativen Republik Jugoslawien und gehörte diesem kollektiven Staatspräsidium bis zum 15. Mai 1974 an. Im Dezember 1971 unterdrückte Tito die sogenannte kroatische Frühlingsbewegung, die eine größere wirtschaftliche und kulturelle Autonomie innerhalb der Föderation forderte. Zu den führenden „Liberalen“ innerhalb Jugoslawiens gehörten neben Crvenkowski unter anderem die Kroaten Miko Tripalo und Savka Dabčević-Kučar, der Slowene Stane Kavčič, die Serben Marko Nikezić und Mirko Čanadanović sowie der ebenfalls aus Mazedonien stammende Slavko Milosavlevski. Dies untergrub die Position von Crvenkovski, der ein Verbündeter der kroatischen nationalistisch gesinnten Kommunisten war. Als Crvenkovskis Mandat als jugoslawischer Präsident im Mai 1974 auslief, zog er sich aus der Politik zurück. Der „dogmatische“ Flügel der Mazedonischen Liga der Kommunisten um Angel Čemerski gewann daraufhin die Oberhand.
Für seine Verdienste wurde Crvenkovski mehrmals ausgezeichnet und erhielt unter anderem den Orden des Volkshelden, den Orden der Helden der sozialistischen Arbeit, den Orden „Für Verdienste um das Volk“, den Orden der Brüderlichkeit und Einheit, Orden des Partisanensterns, den Orden des Mutes und die Partisanenmedaille 1941.
Sein Sohn war der Politiker und Diplomat Stevo Crvenkovski (1947–2004), der unter anderem zwischen 1993 und 1996 Außenminister der Republik Mazedonien war.

## Veröffentlichungen
- Brigada na bratstvoto i edinstvoto, („Brigade der Bruderschaft und Einheit“), 1958
- Problemi reforme univerziteta, („Probleme der Universitätsreform“), 1959
- Reforma visokoškolskog obrazovanja, („Reform der Hochschulbildung“), 1960
- Kon reformata na školstvoto, („Auf dem Weg zur Bildungsreform“), 1961
- Škola – Samostalna društvena institucija, („Die Schule – eine eigenständige soziale Einrichtung“), 1962
- Vodeća uloga Saveza komunista, („Die führende Rolle des Bundes der Kommunisten“), 1964
- Komunisti i reforma. Naslovna strana : Pavle Ristić, („Kommunisten und Reform. Pavle Ristić“), 1966
- Narodnoosloboditelnata borba i revolucionernata tradicija na Makedonija. Referat na svečenata akademija po povod 25-godišninata od narodnoto vostanie i revolucijata vo Makedonija, („Nationaler Befreiungskampf und revolutionäre Tradition in Mazedonien. Bericht bei der Akademie anlässlich des 25. Jahrestages des nationalen Aufstands und der Revolution in Mazedonien“), 1966
- Sojuzot na komunistite i opštestvoto, („Union der Kommunisten und der Allgemeinheit“), 1966
- Međunacionalni odnosi u samoupravnom društvu, („Interethnische Beziehungen in einer selbstverwalteten Gesellschaft“, 1967)
- Dvaeset i pet godini od formiranjeto na Komunističkata partija na Makedonija, („25 Jahre seit der Gründung der Kommunistischen Partei Mazedoniens“), 1968
- Makedonija danas, („Mazedonien heute“), 1968
- Našiot pogled za vremeto na Koliševski, („Unser Blick auf Koliševskis Zeit“), 1996
- Zarobena vistina, („Verdiente Wahrheit“), 2003

in englischer Sprache
- Along New Paths, 1967
- The Liberation Struggle of the Macedonian People, 1967
- The Future of the Balkan Peoples Lies in Their Mutual Respect, 1968
- 25 Years from the Formation of the Communist Party of Macedonia. Report of the Solemn Meeting of the Central Committee of CPM, 1968

## Hintergrundliteratur
- Sabrina P. Ramet: The Three Yugoslavias. State-Building and Legitimation, 1918–2005, 2006, ISBN 978-0-253-34656-8 (Onlineversion (Auszug))
- Dimitar Bechev: Historical Dictionary of North Macedonia, 2019, ISBN 978-1-5381-1962-4 (Onlineversion (Auszug))